# Parosmodes
Parosmodes là một chi bướm ngày thuộc họ Bướm nâu.

## Các loài
- Parosmodes lentiginosa (Holland, 1896)
- Parosmodes morantii (Trimen, 1873)
- Parosmodes onza Evans, 1955